# Não Para
«Não Para» es una canción de la cantante pop brasileña Anitta. Es parte del álbum de estreno homónimo a la cantante, lanzado como cuarto sencillo oficial el primer día del mes de julio de 2013. El lyric video fue lanzado el 5 de julio de 2013. El videoclip de la música ya fue grabado meses antes de su lanzamiento oficial como sencillo y finalizado en la misma semana del lanzamiento.
Anitta tuvo total prencenso en el proceso de "Não Para", desde la letra hasta el vídeo musical. La letra de la canción habla sobre fama, poder, y conquistas, donde la joven repite en el estribillo: "que ella llegó para quedarse, y nadie había tomado el lugar de ella." El vídeo de la música retrata ese mismo concepto, donde la propia Anitta imtrepeta dos personajes hermanas, "Talitta" y "Anitta ficticia". Anitta divulgó "Não Para" en la radio Web Mania el 31 de mayo de 2013 y fue seleccionada como cuarto sencillo oficial el 1 de julio de 2013. Un día después de estar disponible en iTunes Store la canción alcanzó la primera posición de ventas en la tienda en línea. El videoclip de la música tuvo un estreno con una enorme divulgación, se produjo durante el programa brasileño Fantástico de la Rede Globo el 7 de julio de 2013.

## Lanzamiento y producción
El 5 de julio de 2013 se lanzó un lyric video que contiene imágenes en movimiento, que son de la cantante en atmósfera de una balada, como se puede ver en algunas partes de la música. En el medio final del lyric video y positivo ver el álbum Anitta. La canción "Não Para" en Radio Mania Web el 31 de mayo de 2013 10 y fue seleccionado como el cuarto sencillo oficial el 1 de julio de 2013. Fue producida por el productor Batutinha, junto con Anitta en el proceso de melodía.

## Video musical
El video oficial fue lanzado el 7 de julio de 2013 en el programa Fantástico y el 15 de julio en su cuenta oficial en You Tube, El videoclip de No Para fue inspirado en las noches en las discotecas de São Paulo, y traz Anitta interpretando dos personajes ficticios. La dirección de Eduardo Magalhães, la coreografía de Daniel Lourenço sobre la producción general de K2L, el video musical tiene cerca de 3.33 de duración. Según declaraciones de la propia Anitta, la inspiración para el videoclip de "Não Para" venir del clip de la canción "Heartbreaker", de la cantante norteamericana Mariah Carey.
La idea de hacer dos personajes en video musical fue de la propia Anitta, la joven escribió en su Twitter: "Se preparem que lá vem surpresa! Andei fazendo dois personagens e tô adorando tudo isso! Não Para está chegando!/¡Se preparen que allí viene sorpresa! Hice dos personajes y estoy amando todo eso, !Não Para estar llegando!" Diferente de los otros vídeos musicales de la joven, "Não Para" se trata de un clip de vídeo dark-light. Los fachadas se sucedieron en los estudios de la K2L en São Paulo, la épica inicial en el guion para el vídeo musical de "Não Para", era hacer que el boate ficticio donde la trama se pasa a coger el fuego en el final del vídeo, recordando el tragedia de la discoteca Kiss. Pero esa idea fue descartada por la propia Anitta en medio del proceso del video.

### Sinopsis
La trama se pasa en una discoteca ficticia de São Paulo. En el comienzo del vídeo aparece un logotipo escrito: "Hoje Tem Show da Talitta/Hoy Tiene Show de Talitta" (Hermana gemela de Anitta en la trama). Y luego los golpes eléctricos empiezan... y he aquí que surge Anitta en un pasillo oscuro, luego aparece su hermana Talitta, sobre un escenario tratando de mostrar al público "todo su talento". Las escenas se dividir entre Talitta a la Anitta. Y luego aparece Anitta en habitación vestida para trabajar de barman en la discoteca en que su hermana está. En el escenario Talitta "canta el sub-refrán" de la música, luego, Anitta ya lista en el bar, comienza a servir bebidas a los clientes... Las personas en la discoteca empiezan a reclamar de la performance de Talitta, Anitta detrás de un mostrador, termina animándose con el ritmo de la música, y el público comienza a darse cuenta de que Anitta es mucho mejor que su hermana Talitta en el escenario, y entonces la gente empieza a jugar tacos de papel en Talitta, y grandes vahos contra su propia hermana aumenta, las amigas de Anitta le hablan para subir a la bancada para demostrar lo que ella sabe hacer, Anitta empieza a soltarse... Talitta observa a Anitta con una mirada de envidia, luego las bailarinas que estaban en el escenario junto con ella empiezan a avergonzarse y se van... Y cuando el estribor de la música se termina, y los golpes electrónicos comienzan... surge Anitta bailando sobre el balcón. ¡Talitta sale despacio del escenario indignado! En el final del videoclip, Anitta desciende del mostrador, y empieza a caminar sobre la discoteca, y las luces lo acompañan hasta que la joven suba al escenario donde estaba Talitta. Y luego comienza a cantar y bailar con sus amigas, las personas de la discoteca empiezan a estar más entusiasmadas con el desempeño de Anitta, luego aparece Talitta llorando en una escalera con sus "amigas bailarinas". La trama termina con Anitta saliendo del escenario lentamente, y los golpes electrónicos empiezan a disminuir, el vídeo se cierra con el micrófono en el escenario.

## Lista de canciones
- Sencillo CD/Descarga digital

| Não Para — Single |            |          |  |
| N.º               | Título     | Duración |  |
| 1.                | «Não Para» | 3:13     |  |

## Créditos y personal
Créditos por «Anitta»:

### Personal
| - Composición – Larissa Machado - Producción – Batutinha - Mixing – Batutinha - Ilustración – Larissa Machado |

## Posicionamiento
Al igual que "Show das Poderosas" la música también se quedó en el primer lugar en iTunes Brasil, y en cuarto en Brasil Hot 100 Airplay.
| País   | Lista                  | Mejor posición |
| ------ | ---------------------- | -------------- |
| Brasil | iTunes Brasil Analysis | 1              |
| Brasil | Brasil Hot 100 Airplay | 4              |